# Szolnoki MÁV FC
Der Szolnoki MÁV FC ist ein ungarischer Fußballverein aus der Stadt Szolnok. Die erste Mannschaft spielt nach dem Abstieg aus der höchsten Spielklasse in der Spielzeit 2010/11 ab der Saison 2011/12 in der Nemzeti Bajnokság II. Der Verein wurde am 11. Mai 1910 gegründet. MÁV ist der Name der nationalen ungarischen Eisenbahngesellschaft. Der Eisenbahner-Hintergrund des Vereins wird auch in den Vereinsfarben und im Vereinswappen deutlich.

## Daten, Fakten und Erfolge
Vereinsfarben: Blau-gelb.
Erstliga-Zugehörigkeit: 10 Saisons.
1. Erstliga-Saison: 1938/39 (9. Platz).
Beste Platzierung: 3. Platz (Saison 1941/42).
Ungarischer Pokalsieger: 1941.

## Stadion
Tiszaligeti Stadion: 3.885 Zuschauerplätze, kein Flutlicht.

## Bildergalerie

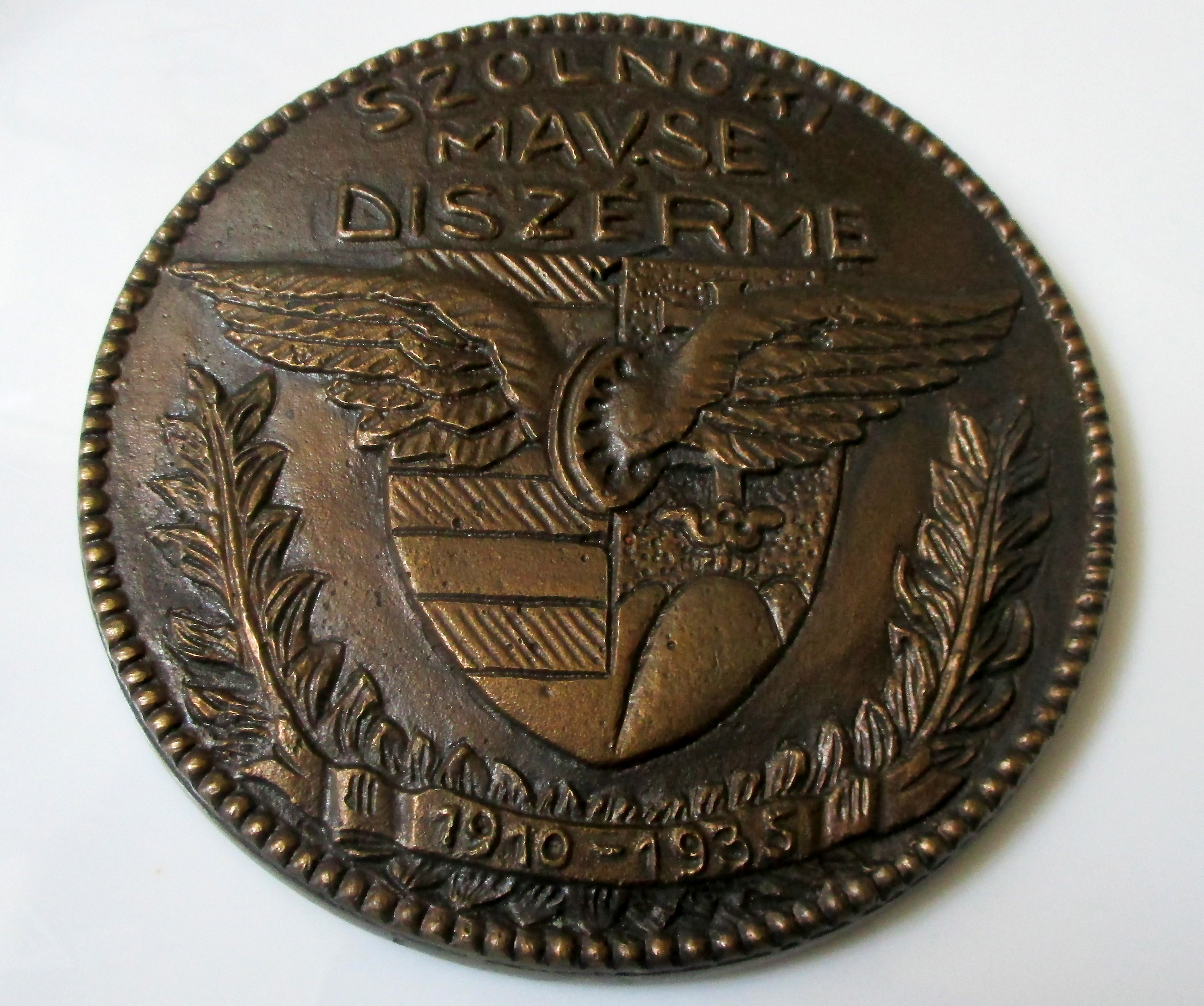
Ehren-Medaille der nationalen ungarischen Eisenbahngesellschaft. 1910 - 1935 im Bronzeguss.